# .gov
.gov je generička internetska domena. koja se dodjeljuje isključivo internetskim stranicama vladinih ustanova. Jedna je od šest najstarijih najviših internet domena.

## Vanjske poveznice
- Popis najviših domena, na iana.org